# Pure (album Lary Fabian)
Pure – trzeci album belgijskiej wokalistki Lary Fabian, wydany w 1997 roku. Płyta otrzymała status platynowej płyty we Francji.

## Lista utworów
1. "Tout"
2. "Si tu m'aimes"
3. "J'ai zappé"
4. "La différence"
5. "Humana"
6. "Urgent désir"
7. "Les amoureux de l'an deux mille"
8. "Ici"
9. "Alléluia"
10. "Je t'aime"
11. "Je t'appartiens"
12. "Perdere l'amore"

## Single
- Tout
- Je T'aime
- Si Tu M'aimes
- Humana
- La Difference